# Цетинский осмогласник
«Цетинский осмогласник», или «Цетинский октоих» (серб. Цетињски октоих) — богослужебная книга Православной церкви, напечатанная в 1494 году в Цетине, столице княжества Зета (современная Черногория). Первая печатная книга на сербском изводе церковнославянского языка, а также первая книга в Южной Европе, напечатанная кириллицей. Печать книги осуществлялась под руководством иеромонаха Макария на Цетинском печатном дворе, основанном Георгием IV Черноевичем в 1493 году и находившемся на территории Цетинского монастыря. Первый том (так называемый «Первогласник», серб. Првогласник) содержит гимны на первые четыре гласа осмогласия, а второй («Пятигласник» или «Пятогласник», серб. Петогласник) — на вторые четыре.

## Первогласник
Печать Первогласника осуществлялась на средства Георгия IV Черноевича и была завершена 4 января 1494 года. Книга содержит 270 листов формата 29 x 21,6 сантиметров. При печати использовались два цвета (чёрный и красный). В оформлении были использованы ксилографические заставки и буквицы. 
До наших дней сохранилось 108 экземпляров этого тома, один из которых находится в музее Цетинского монастыре, а в 1987 году было опубликовано 600 факсимильных экземпляров Первогласника.

## Пятигласник

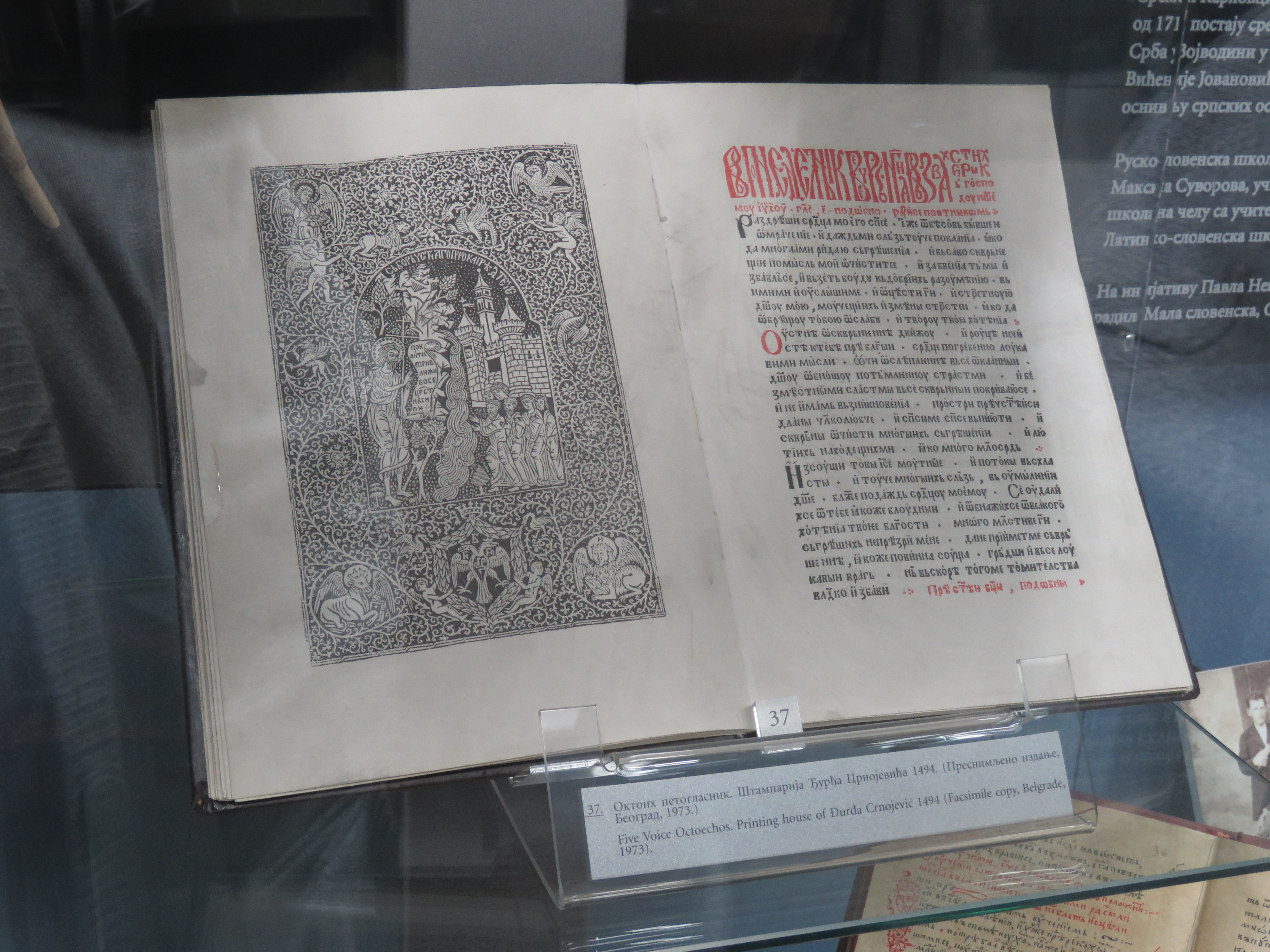
Репринтное издание сохранившихся фрагментов Пятигласника. Из коллекции Педагогического музея (Белград)

Пятигласник — первая иллюстрированная южнославянская печатная книга. Иллюстрации (виды Цетинского монастыря) также выполнены с помощью ксилографии. Сохратился Пятигласник лишь фрагментарно (крупнейший сохранившийся фрагмент насчитывает 37 листов), первый из фрагментов был обнаружен сербским монахом и поэтом Лукианом Мушицким.